# Lipová alej Míru v Týně
Lipová alej Míru je lipové stromořadí v Týně nad Vltavou a je registrovaným významným krajinným prvkem.
Alej byla vysázena z Týna nad Vltavou k vrchu Semenec v roce 1881. Původně nesla název Stromořadí princezny Stefanie, po belgické princezně Stefanii, na jejíž počest byla alej vysázena u příležitosti sňatku s korunním princem Rudolfem Habsburským. Této aleji předcházela výsadba lipové aleje před zámkem na náměstí v Týně nad Vltavou v 24. dubna 1880 na počest zasnoubení páru. Alej o patnácti stromech nesla název Rudolfovo stromořadí.
Po první světové válce v době vzniku Československé republiky docházelo k odstraňování dřívějších rakousko-uherských názvů. V roce 1920 zastupitelé Týna nad Vltavou rozhodli o změně názvu Rudolfova stromořadí na Stromořadí Svatopluka Čecha a Stromořadí princezny Stefanie bylo změněno na Alej Míru. Lípy před budovou zámku byly pokáceny v roce 1996 a nahrazeny javory.
V roce 2021 byla alej Míru poškozena vichřicí.
Lipová alej vede k jedné z nejmenších betonových rozhleden na vrchu Semenci. Nedaleko od rozhledny Semenec v místě s místním názvem Na Spravedlnosti se nacházela i šibenice.